# Station Rochy-Condé
Station Rochy-Condé is een spoorwegstation in de Franse gemeente Rochy-Condé.